# Marie Pierre Kœnig

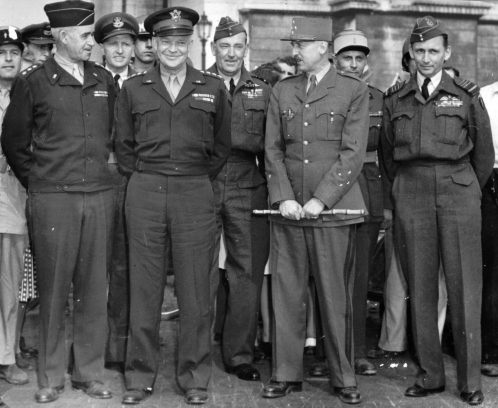
Gen. Kœnig (trzyma szpictrutę) z gen. Omarem Bradleyem, gen. Dwightem Eisenhowerem i marsz. Arthurem Tedderem w Paryżu, 1944 r.

Marie Pierre Kœnig (ur. 10 października 1898 w Caen, zm. 2 września 1970 w Neuilly-sur-Seine) – francuski generał, uczestnik obu wojen światowych, dowódca obrony twierdzy Bir Hakeim w 1942 roku. Po zakończeniu II wojny światowej rozpoczął karierę polityczną. Został pośmiertnie awansowany na marszałka Francji w 1984 roku.

## Wczesne lata
Marie-Pierre Kœnig urodził się 10 października 1898 roku w mieście Caen w departamencie Calvados w północnej Francji. Jego rodzice pochodzili z Alzacji.

## Kariera wojskowa

### I wojna światowa
Kœnig służył z wyróżnieniem w armii francuskiej podczas I wojny światowej. Zaciągnął się w 1917 roku po uzyskaniu matury i otrzymał przydział w 36 Pułku Piechoty. Został awansowany na aspiranta w lutym 1918 roku i dołączył do swojej jednostki na froncie. Odznaczony Medalem Wojskowym został awansowany do stopnia porucznika 3 września 1918 roku.

### Dwudziestolecie międzywojenne
Po wojnie służył z siłami francuskimi w Maroku i Kamerunie. Oddelegowany na Górny Śląsk, pełnił służbę w oddziałach pokojowych nadzorujących przebieg plebiscytu, później jako adiutant kpt. Adriena Henry'ego w Alpach francuskich, w Niemczech podczas okupacji Nadrenii, a następnie ponownie w Maroku, w sztabie dywizji w Marrakeszu.

### II wojna światowa
W przededniu wybuchu kolejnej wojny Kœnig był kapitanem i adiutantem ppłk. Raoula Magrina-Vernereya w 13 Brygadzie Legii Francuskiej Legii Cudzoziemskiej.
Kiedy wybuchła II wojna światowa, Kœnig wrócił do Francji. W 1940 roku został mianowany oficerem wojsk francuskich w Norwegii, za co później odznaczono go norweskim Krzyżem Wojennym z Mieczami. Po upadku Francji uciekł z Bretanii do Wielkiej Brytanii.
W Londynie Kœnig dołączył do gen. Charles’a de Gaulle'a i został awansowany na pułkownika. Został szefem sztabu w pierwszych dywizjach Wolnych Francuzów. W 1941 roku brał udział w kampaniach w Syrii i Libanie i Gabonie. Później awansował na generała i objął dowództwo Pierwszej Brygady Francuskiej w Egipcie. Jego jednostka złożona z 3700 ludzi utrzymywała się przeciwko pięciu dywizjom sił Osi (ok. 37 tys. żołnierzy) przez 16 dni w bitwie pod Bir Hakeim, dopóki nie nakazano im wycofać się 11 czerwca 1942 r. Gen. de Gaulle powiedział wtedy do Kœniga: „Słuchaj i powiedz swoim żołnierzom, że cała Francja cię obserwuje, jesteś naszą dumą”.
Później Kœnig służył jako delegat Wolnych Francuzów w zjednoczonym dowództwie alianckim pod kierownictwem gen. Dwighta D. Eisenhowera. W 1944 roku otrzymał dowództwo wszystkich sił Wolnych Francuzów, które uczestniczyły w inwazji na Normandię. Kœnig był także doradcą wojskowym de Gaulle'a. W czerwcu 1944 roku otrzymał dowództwo Francuskich Sił Wewnętrznych (FFI) w celu zjednoczenia różnych francuskich grup oporu pod kontrolą de Gaulle'a. Pod jego dowództwem FFI prowadziła walkę w stylu Maquis, preferując sabotaż prowadzony w celu wsparcia wojsk inwazyjnych. Rola FFI stała się decydująca w bitwie o Normandię i podczas lądowania w Prowansji amerykańskiej 7 Armii i francuskiej Armii B. 21 sierpnia 1944 roku de Gaulle mianował Kœniga gubernatorem wojskowym Paryża w celu przywrócenia rządów prawa i porządku. W 1945 roku Kœnig został wysłany w celu aresztowania marsz. Philippe Pétaina, przywódcy francuskich kolaborantów, który chciał schronić się w Niemczech, ale poddał się na granicy ze Szwajcarią.

### Zimna wojna
Po wojnie Kœnig był dowódcą sił francuskich we francuskiej strefie okupacyjnej w Niemczech w latach 1945–1949. W 1946 został odznaczony przez polski rząd komunistyczny Krzyżem Komandorskim Orderu Virtuti Militari „w uznaniu zasług położonych w walce ze wspólnym wrogiem”. W 1949 roku został generalnym inspektorem w Afryce Północnej, a w 1950 roku Wiceprzewodniczącym Najwyższej Rady Wojennej.

## Kariera polityczna

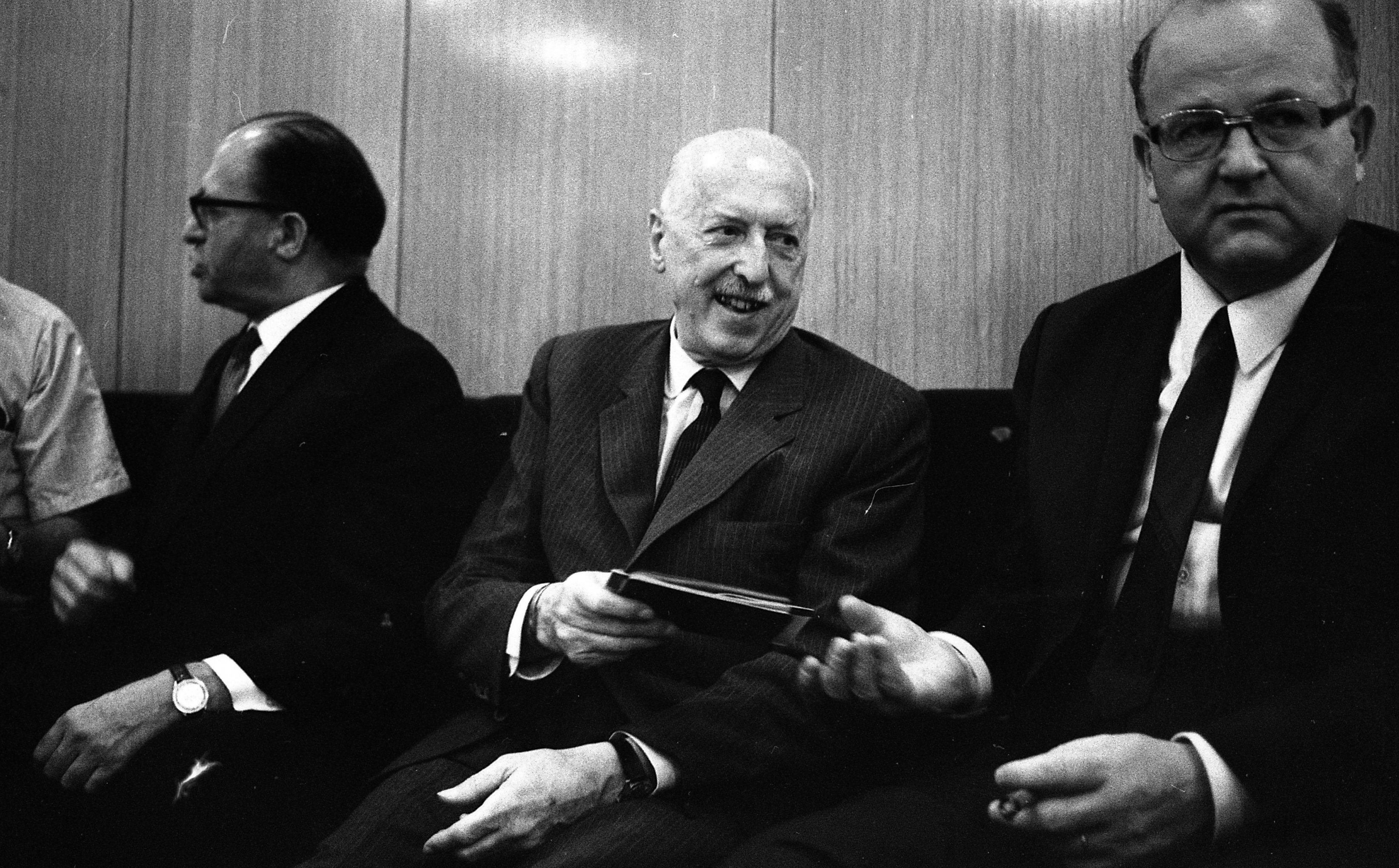
Kœnig podczas wizyty w Izraelu, 1969

W 1951 roku, po odejściu z wojska, Kœnig został wybrany na przedstawiciela gaullistów we francuskim Zgromadzeniu Narodowym i krótko pełnił funkcję Ministra Obrony pod rządami Pierre'a Mendèsa-France'a (1954) oraz Edgara Faure'a (1955).
Mocno poparł powstanie nowego państwa Izrael jako przewodniczący Komitetu Francusko-Izraelskiego (fr. Comité franco-israélien), mniej więcej w tym samym czasie, gdy był ministrem obrony Francji. Jak wynika z jego informacji przekazanych przez jego izraelskiego odpowiednika Szimona Peresa, Francja była wtedy gotowa sprzedać Izraelowi każdą broń, którą chciał od niej kupić, od broni ręcznej po czołgi (takie jak czołg lekki AMX-13). Postawa Kœniga mogła wynikać z tego, że był on świadkiem heroizmu batalionu palestyńskich żydowskich saperów podczas bitwy pod Bir Hakeim, którym następnie pozwolił używać własnej flagi z Gwiazdą Dawida, wbrew brytyjskim przepisom wojskowym.

## Śmierć i upamiętnienie
Marie-Pierre Kœnig zmarł 2 września 1970 roku w Neuilly-sur-Seine i został pochowany na cmentarzu Montmartre w Paryżu. Ulice nazwane jego imieniem znajdują się w Jerozolimie, Netanji i Hajfie. W 1984 roku prezydent François Mitterrand nadał mu pośmiertnie tytuł Marszałka Francji.